# تاج آمون

آمون يرتدي تاج آمون

تاج آمون هو السمة الخاصة للإله المصري آمون وجميع أشكاله المشتقة. وهو عبارة عن تاج مسطح، عادة ما يكون أحمر اللون، وأحيانًا أصفر، ويعلوه ريشان مستقيمان مع قمة مستديرة.
هذا التاج ذو الريشة المزدوجة ينتمي إلى تمثال صغير كبير لآمون، أو لإله طفل كان له ارتباط وثيق بآمون. من المحتمل أن يكون التمثال مصنوعًا من الخشب ولكنه كان سيضم عناصر من سبائك النحاس مثل هذا التاج، وهي تقنية شائعة للمكانة العالية والصور الكبيرة والمكلفة. نظرًا لاستخدام هذا النوع من إنشاء الوسائط المختلطة بشكل شائع، فإن مثل هذه القطع، حتى في حالتها المجزأة، توفر أدلة ممتازة حول ظهور تماثيل المعبد كبيرة الحجم المصنوعة من المواد العضوية، والتي أصبح الكثير منها الآن متدهوراً وفقداً. تعرض القطعة أيضًا مهارة وقدرات عمال البرونز المصريين المذهلين مع التطعيمات متعددة الألوان وأقراص الشمس المذهبة. على الرغم من تدهور التطعيمات بمرور الوقت، إلا أن تركيبة الألوان والمواد الأصلية للقطعة كانت ستبدو مذهلة وعمومًا فهي تُظهر الطرق العديدة التي يمكن للحرفيين أن يلعبوا من خلالها مع سبائك النحاس وغيرها من المواد لصنع قطع جذابة بصريًا وديناميكية.
يعتبر تاج آمون، وهو قاعدة مسطحة مثل قاعدة التاج الأحمر المعزز بزوج من الريش الطويل، التاج النموذجي للإله آمون، ولكن يمكن أن يرتديه الملك أيضًا. يبدو أنه يربط الحاكم بآمون ويشرع حكمه تحت حماية الإله. تم إثبات هذا التاج لأول مرة في عهد منتوحوتب الأول ، عندما أصبح آمون الإله المهيمن للآلهة. ربما كان هذا التاج يسمى حنو. يرتدي الملوك قاعدته من حين لآخر وبشكل أكثر شيوعًا من قبل الملكات من الأسرة الثامنة عشر. يمكن تزيين تاج آمون بالقرون والأقراص والصلي.